# تسمية الأقمار
لقد كانت تسمية الأقمار مسؤولية لجنة الاتحاد الفلكي الدولي لتسمية نظام الكواكب منذ عام 1973، وهذه اللجنة معروفة اليوم باسم الفريق العامل لتسمية نظام الكواكب (وغسن). وقبل تشكيلها، كانت أسماء الأقمار الصناعية لها تاريخ متفاوت. وكثيرا ما يحدد اختيار أسماء الأقمار الصناعية ومع ذلك، تاريخيا، بعض الأقمار الصناعية لم تعطى أسماء لسنوات عديدة بعد اكتشافهم. على سبيل المثال، تم اكتشاف تيتان من قبل كريستيان هوغنس في 1655، ولكن لم يتم إعطاء اسم له حتى 1847، بعد قرنين تقريبا. وقبل أن يتحمل الاتحاد الفلكي الدولي مسؤولية التسميات الفلكية، لم يعط سوى خمسة وعشرين ساتلا أسماء كانت تستخدم على نطاق واسع ولا تزال تستخدم. ومنذ ذلك الحين، أعطيت الأسماء إلى 129 سواتل إضافية: 46 ساتلا من كوكب المشتري، 43 من زحل 22 من أورانوس، 11 من نبتون، 5 من بلوتو، 1 من إريس، ومن هوميا. وسيستمر هذا العدد بالازدياد مع توثيق الاكتشافات الساتلية الحالية واكتشاف سواتل جديدة. وفي الجمعية العامة للاتحاد الفلكي الدولي في يوليو/تموز 2004 ، اقترحت الشبكة العالمية لسواتل الملاحة أنه قد يصبح من الأفضل عدم تسمية السواتل الصغيرة، لأن تكنولوجيا جهاز اقتران الشحنة تجعل من الممكن اكتشاف السواتل الصغيرة التي يبلغ قطرها 1 كم. حتى عام 2015، ومع ذلك، تم تطبيق الأسماء على جميع الأقمار المكتشفة، بغض النظر عن الحجم. ومنذ ذلك الحين، تلقت ثمانية أقمار صناعية صغيرة من طراز جوفيان تسميات دائمة كرموز رومانية